# Microclina
La microclina és un mineral del grup dels feldespats. Va rebre aquest nom l'any 1830 per Johann Friedrich August Breithaupt, que va anomenar així un exemplar de color vermellós d'Arendal (Noruega), del grec μικρός (petit) i κλινειν (inclinació), en al·lusió a la petita desviació de la simetria monoclínica. Es troba en roques plutòniques fèlsiques, pegmatites, venes metamòrfiques d'alt grau i en venes hidrotermals.
Segons la classificació de Nickel-Strunz, la microclina pertany a «09.FA - Tectosilicats sense H₂O zeolítica, sense anions addicionals no tetraèdrics» juntament amb els següents minerals: kaliofil·lita, kalsilita, nefelina, panunzita, trikalsilita, yoshiokaïta, megakalsilita, malinkoïta, virgilita, lisitsynita, adularia, anortoclasa, buddingtonita, celsiana, hialofana, ortosa, sanidina, rubiclina, monalbita, albita, andesina, anortita, bytownita, labradorita, oligoclasa, reedmergnerita, paracelsiana, svyatoslavita, kumdykolita, slawsonita, lisetita, banalsita, stronalsita, danburita, maleevita, pekovita, lingunita i kokchetavita.